# Mešani cerkveni pevski zbor Sv. Jernej, Opčine
Mešani cerkveni pevski zbor Sv. Jernej je slovenski pevski zbor, ki deluje v okviru župnije Opčine redno in neprekinjeno skozi celo leto.
Župnija Opčine nad Trstom je zelo stara (prve zapiske o obstoju cerkvene skupnosti najdemo leta 1308, kristjani pa so se tam verjetno zbirali že mnogo prej, slovenska navzočnost je dokumentirana odkar obstaja zaselek Opčine). Slovenski cerkveni pevski zbor ima dolgo zgodovino, uradno je nastal v 19. stoletju, stalno sodeluje pri bogoslužju v domači cerkvi. Ob tem pa zbor tudi organizira in skrbi za pobude, ki gredo izven cerkvenega okvira, kot na primer priredi vsakoletni božični koncert na božični dan, koncert Marijinih pesmi ob zaključku šmarnic vsako leto meseca maja, sodeluje pri kulturni prireditvi na Opčinah ob Prešernovem dnevu, pomaga pri prazniku farnega zavetnika, udeležuje se zborovskih revij kot so Cecilijanka, Primorska poje, Pesem jeseni ipd., sodeluje pri najrazličneših pobudah, ko ga kam povabijo.
Cerkveni pevski zbor Sv. Jernej z Opčin so vodili razni zelo sposobni zborovodje, med duhovniki so to bili Marijan Živic, Dušan Jakomin, Lojze Rozman, Franc Pohajač, laični dirigenti pa: Ludvik Klahočer, Stane Malič, Ubald Vrabec, Aleksandra Pertot, Bojana Kralj, Janko Ban.
V letih 2006 in 2009 se je zbor udeležil Natečaja cerkvenega zborovskega petja "Bogomir in Mirko Špacapan" v Podgori pri Gorici in vselej prejel prvo nagrado.
Leta 2014 je zbor izdal zvočni CD z naslovom Naša zborovodja, skladatelja Stane Malič in Ubald Vrabec.
Leta 2019 je izdal zvočni CD posnetek Pod farnim zvonom sv. Jerneja na Opčinah: skladbe za soliste, mešani in moški zbor.